# Ontholestes murinus
Ontholestes murinus är en skalbaggsart som först beskrevs av Carl von Linné 1758.  Ontholestes murinus ingår i släktet Ontholestes, och familjen kortvingar. Arten är reproducerande i Sverige.

## Bildgalleri

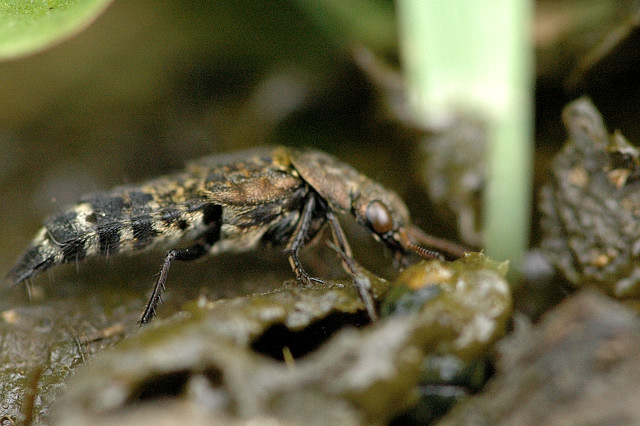
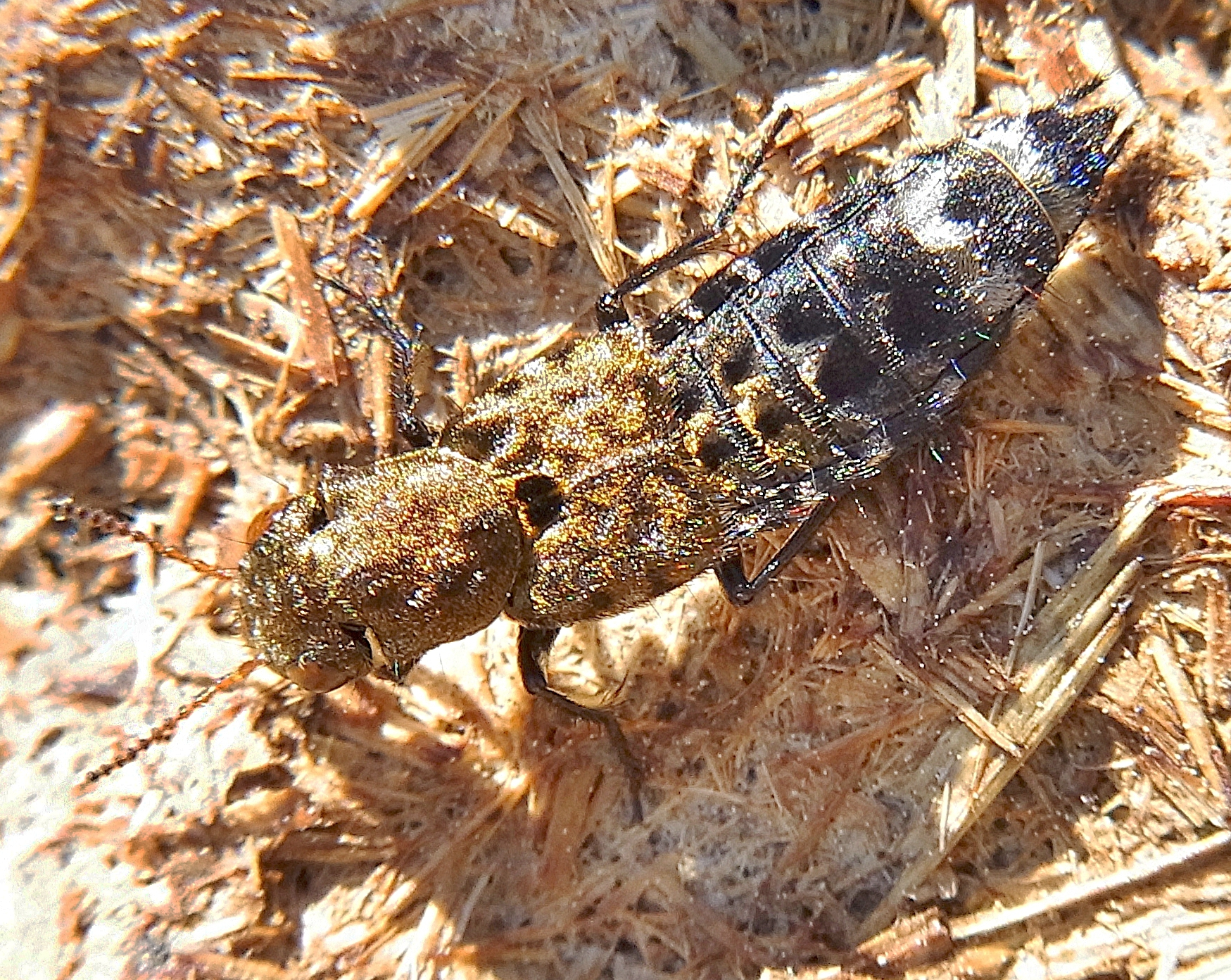